# Lijst van nummer 1-hits in Italië in 1993
Deze hits stonden in 1993 op nummer 1 in de Hit Parade Italia, de bekendste hitlijst in Italië.
| Datum        | Artiest         | Titel                          |
| ------------ | --------------- | ------------------------------ |
| 2 januari    | Jordy           | Dur dur d'être bébé!           |
| 9 januari    | Jordy           | Dur dur d'être bébé!           |
| 16 januari   | Vasco Rossi     | Gli spari sopra                |
| 23 januari   | Vasco Rossi     | Gli spari sopra                |
| 30 januari   | Vasco Rossi     | Gli spari sopra                |
| 6 februari   | Vasco Rossi     | Gli spari sopra                |
| 13 februari  | Vasco Rossi     | Gli spari sopra                |
| 20 februari  | Vasco Rossi     | Gli spari sopra                |
| 27 februari  | Sting           | If I ever lose my faith in you |
| 6 maart      | Enrico Ruggeri  | Mistero                        |
| 13 maart     | Laura Pausini   | La solitudine                  |
| 20 maart     | Laura Pausini   | La solitudine                  |
| 27 maart     | Laura Pausini   | La solitudine                  |
| 3 april      | 883             | Sei un mito                    |
| 10 april     | 883             | Sei un mito                    |
| 17 april     | 883             | Sei un mito                    |
| 24 april     | 883             | Sei un mito                    |
| 1 mei        | 883             | Sei un mito                    |
| 8 mei        | 883             | Sei un mito                    |
| 15 mei       | 883             | Sei un mito                    |
| 22 mei       | 883             | Sei un mito                    |
| 29 mei       | 883             | Sei un mito                    |
| 5 juni       | Ace of Base     | All that she wants             |
| 12 juni      | Ace of Base     | All that she wants             |
| 19 juni      | Haddaway        | What is love                   |
| 26 juni      | Haddaway        | What is love                   |
| 3 juli       | Haddaway        | What is love                   |
| 10 juli      | Haddaway        | What is love                   |
| 17 juli      | Ace of Base     | All that she wants             |
| 24 juli      | Ace of Base     | All that she wants             |
| 31 juli      | Vasco Rossi     | Gli spari sopra                |
| 7 augustus   | Vasco Rossi     | Gli spari sopra                |
| 14 augustus  | Vasco Rossi     | Gli spari sopra                |
| 21 augustus  | Ace of Base     | All that she wants             |
| 28 augustus  | Ace of Base     | All that she wants             |
| 4 september  | Ace of Base     | All that she wants             |
| 11 september | Ace of Base     | All that she wants             |
| 18 september | Culture Beat    | Mr. Vain                       |
| 25 september | Culture Beat    | Mr. Vain                       |
| 2 oktober    | Freddie Mercury | Living on my own               |
| 9 oktober    | Freddie Mercury | Living on my own               |
| 16 oktober   | Freddie Mercury | Living on my own               |
| 23 oktober   | Freddie Mercury | Living on my own               |
| 30 oktober   | Freddie Mercury | Living on my own               |
| 6 november   | Freddie Mercury | Living on my own               |
| 13 november  | Freddie Mercury | Living on my own               |
| 20 november  | Freddie Mercury | Living on my own               |
| 27 november  | 883 & Fiorello  | Come mai                       |
| 4 december   | Freddie Mercury | Living on my own               |
| 11 december  | Freddie Mercury | Living on my own               |
| 18 december  | Jovanotti       | Penso positivo                 |
| 25 december  | Jovanotti       | Penso positivo                 |